# Big Brother and the Holding Company (album)
Big Brother & the Holding Company – debiutancka płyta amerykańskiego zespołu rockowego Big Brother & the Holding Company i Janis Joplin jako jego wokalistki.

## O płycie
LP zawiera pierwsze studyjne nagrania Janis Joplin. Nagrywany był w Chicago od 12 do 14 grudnia 1966. Była to pierwsza płyta rockowa, jaką miała wydać wytwórnia Mainsteam, która do tej pory zajmowała się niemal wyłącznie wykonawcami jazzowymi. Odmienne doświadczenie i studyjna praktyka była powodem pewnego "wygładzenia" brzmienia zespołu. W rezultacie płyta jest prawie folk-rockowa, nagrana w sposób przypominający bardziej dzisiejsze sesje akustyczne. Single, które miały promować wydawnictwo nie miały dużego powodzenia, więc wydanie całej płyty było ciągle przekładane. Album ukazał się dopiero latem 1967, po dużym sukcesie, jakim w czerwcu 1967 był występ grupy na Monterey Pop Festival. LP zadebiutował na listach Billboardu 2 września 1967, dotarł do 60 miejsca, notowany był przez 30 tygodni. Ostatnie utwory na każdej ze stron albumu (nagrania The Last Time and Coo Coo pojawiły się dopiero na wznowieniu przez Columbię w 1973 (logo Mainstream na okładce zostało zastąpione przez słowa "featuring Janis Joplin").
- Bye, Bye Baby – piosenka napisana przez Powella St. Johna, muzyka, z którym Janis Joplin grała w Austin, w zespole Waller Creek Boys.
- Call On Me – pierwszy utwór skomponowany przez Sama Andrew dla zespołu. Wykonywany w duecie z Janis Joplin.
- Women Is Losers, tytuł wzorowany na piosence, która Janis spodobała się jeszcze w Teksasie ("Whores Is Funky").
- Blindman, tradycyjny utwór spiritual zaaranżowany przez Petera Albina i zespół to przykład folkowego brzmienia zespołu nadanego mu przez Mainstream.
- Down On Me, utwór wykonywany przez grupy gospel; by zainteresować nim szerszą grupę odbiorców, niemal pozbawiono go pierwotnego charakteru.
- Caterpillar to piosenka napisana przez Petera Albina jeszcze przed ostatecznym ukształtowaniem się zespołu i jego stylu. To coś w rodzaju dziecięcej zabawy, wyliczanki. Miała mnóstwo różnych wersji tekstu (nie zawsze dziecięcych).
- All Is Loneliness, autorem jest Louis Thomas Hardin, niewidomy muzyk, kompozytor i poeta, znany jako Moondog, który swoje utwory sprzedawał na ulicach Nowego Jorku.
- Coo Coo miał jeszcze inny tytuł: Jack of Diamonds. W utworze tym, autorstwa Petera Albina, kompozytor (basista) gra na gitarze prowadzącej.

## Muzycy
- Janis Joplin – wokal
- Peter Albin – gitara basowa
- Sam Andrew – gitara
- David Getz – perkusja
- James Gurley – gitara

## Lista utworów
Strona A
| 1. | Bye, Bye Baby (Powell St. John) (nagranie z 13 grudnia 1966)                                         | 2:37  |
|    | |       |
| 2. | Easy Rider (James Gurley) (nagranie z 12 grudnia 1966)                                               | 2:23  |
|    | |       |
| 3. | Intruder (Janis Joplin) (nagranie z 13 grudnia 1966)                                                 | 2:27  |
|    | |       |
| 4. | Light Is Faster Than Sound (Peter Albin) (nagranie z 14 grudnia 1966)                                | 2:30  |
|    | |       |
| 5. | Call on Me (Sam Andrew) (nagranie z 13 grudnia 1966)                                                 | 2:33  |
|    | |       |
| 6. | The Last Time (Janis Joplin) (nagranie z 14 grudnia 1966, wydane wcześniej na singlu Mainstream 678) | 2:15  |
|    | |       |
|    | | 14:45 |
|    | |       |
Strona B
| 1. | Women Is Losers (Janis Joplin)) (nagranie z 13 grudnia 1966)                                                        | 2:03  |
|    | |       |
| 2. | Blindman (trad., ar.: Peter Albin, Sam Andrew, David Getz, James Gurley, Janis Joplin) (nagranie z 12 grudnia 1966) | 2:23  |
|    | |       |
| 3. | Down On Me (trad., aranżacja J. Joplin) (nagranie z 14 grudnia 1966)                                                | 2:05  |
|    | |       |
| 4. | Caterpillar (Peter Albin) (nagranie z 12 grudnia 1966)                                                              | 2:18  |
|    | |       |
| 5. | All Is Loneliness (L. Hardin) (nagranie z 12 grudnia 1966)                                                          | 2:31  |
|    | |       |
| 6. | Coo Coo (Peter Albin) (nagranie z 12 grudnia 1966, wydane wcześniej na singlu Mainstream 678)                       | 1:56  |
|    | |       |
|    | | 13:16 |
|    | |       |
Nagrania dodatkowe na kolejnym wydaniu (Columbia Records) z 1999 :
- 13. Call On Me (inna wersja) nagranie z 13 grudnia 1966 – 2:41
- 14. Bye, Bye Baby (inna wersja) nagranie z 13 grudnia 1966 – 2:39

## Informacje uzupełniające
- Producent – Bob Shad
- Asystent producenta, manager – Chet Helms
- Producent wydania CD – Bob Irwin
- Mastering (wydania z 1999) – Vic Anesini
- Zdjęcia (LP i CD) – Jim Marshall, David Gahr, Elliott Landy, Daniel Kramer
- Praca plastyczna na tylnej stronie okładki – D. Nolan
- Singiel Down On Me/Call On Me pojawił się na "Billboard Hot 100" 31 sierpnia 1968 i dotarł do 43 miejsca, przebywając na liście przez 8 tygodni
- Singiel Coo Coo/The Last Time pojawił się na "Billboard Hot 100" 23 listopada 1968 i dotarł do 84 miejsca, przebywając na liście przez 3 tygodnie
- pozostałe single (Blindman/All Is Loneliness, Bye, Bye Baby/Intruder, Women Is Losers/Light Is Faster than Sound nie zostały odnotowane na listach